# Tobia (Cundinamarca)
Tobia es un centro poblado del municipio de Nimaima, Cundinamarca (Colombia), ubicada en la provincia del Gualivá. Se encuentra a 74 km de Bogotá. Los primeros pobladores fueron trabajadores afroamericanos asentados en campamentos para la construcción del Ferrocarril que se dirigía al Caribe Colombiano.

## Economía
Sus grandes cultivos de caña de azúcar hacen que la principal actividad económica sea la elaboración de la panela. Otra actividad económica importante es el cultivo de árboles frutales como la naranja y la mandarina (en diferentes clases) y de productos alternativos como el plátano, la yuca, y el chontaduro.
Por sus características naturales, paisajes, montañas y ríos, Tobia ha incursionado en el denominado turismo ecológico y se ha convertido en uno de los lugares preferidos para realizar deportes extremos cerca a Bogotá. Algunos de los deportes que se puede realizar en Tobia son:

rafting, canopy, torrentismo, paintball, y Tobia sky (que es una de las últimas atracciones).